# Gunilla Ascard
Gunilla Ascard, född 2 mars 1966, är en svensk före detta friidrottare (sprinter). Hon tävlade för klubben Malmö AI. Hon utsågs år 1993 till Stor Grabb/tjej nummer 405.

## Personliga rekord
- 100 meter - 11,76 (Helsingborg 26 juli 1991)
- 200 meter - 23,76 (Oslo 9 juni 1992)
- 400 meter - 55,37 (Stockholm 1 juli 1986)